# Manuel Pablo García
Manuel Pablo García (Brinkmann, Córdoba, Argentina; 11 de noviembre de 1980) es un exfutbolista argentino que se desempeñaba como delantero y su último club fue Club Ramón Santamarina de Tandil del Torneo Argentino A de Argentina. Surgido de las divisiones inferiores del Racing Club, debutó en la Primera División el 8 de julio de 2000 ante Unión de Santa Fe. También obtuvo el Torneo Apertura 2001.

## Trayectoria
Surgido de las inferiores de Racing, tuvo su debut soñado en el año 2000, ante Unión de Santa Fe, marcando el 6-0, en una goleada histórica de La Academia (que por entonces pasaba su peor momento institucional), sin embargo solo jugaría 14 partidos entre los cuales solo 3 fueron de titular y anotando 2 goles (el mencionado a Unión y otro a Vélez Sarsfield en un empate 1-1), aunque formaría parte del plantel campeón del Torneo Apertura 2001. En 2003 daría su salto al fútbol europeo, el Legia de Varsovia de Polonia lo adquiriría para ese año disputando 12 encuentros y sin marcar goles. Al volver a su país firmaría para el club en el cual es muy querido por su regular cuota goleadora: Unión de Sunchales (jugando en 3 etapas: entre el 2004-2006, 2007-2008 y el 2009-2011) disputando 112 partidos con 39 goles con 11 asistencias.
En 2006, tendría un breve paso por Atlético Tucumán, que lo fichó para afrontar su regreso a la B Nacional y debido a sus múltiples goles en el extinto Torneo Argentino A, aunque solo disputó 9 encuentros (tan solo 1 de titular) con 2 goles. Volvería al futbol europero, esta vez para Italia, para el club Riccione durante la segunda mitad del 2006 sin lograr disputar minutos, también jugó para Matera (disputando 8 encuentros y el Campobasso donde acumulo un total de 5 partidos sin goles). Retorna en 2007 para fichar por San Martín (SJ) anotando 1 gol en 14 partidos.
Su último club sería en 2012 cuando firmó para Deportivo Santamarina de Tandil que buscaba hombres de experiencia para armar un equipo competitivo de cara al Torneo Federal A del 2012, aunque solo terminaría jugando 2 partidos y finalizando en este club su carrera deportiva.

## Clubes
| Club                  | País                | Año       | PJ  | Anotado |
| --------------------- | ------------------- | --------- | --- | ------- |
| Racing Club           | Argentina           | 1999-2002 | 14  | 2       |
| Legia de Varsovia     | Polonia             | 2003-2004 | 12  | 0       |
| Unión (S)             | Argentina           | 2004-2006 | 100 | 35      |
| Atlético Tucumán      | Argentina           | 2006      | 9   | 2       |
| Riccione              | Italia              | 2006      | 0   | 0       |
| San Martín (SJ)       | Argentina           | 2007      | 14  | 1       |
| Matera                | Italia              | 2008      | 0   | 0       |
| Campobasso            | Italia              | 2008-2009 | 0   | 0       |
| Unión (S)             | Argentina           | 2009-2011 | 12  | 4       |
| Deportivo Santamarina | Argentina           | 2012      | 2   | 0       |
| Total en su carrera   | Total en su carrera | 1999-2012 | 163 | 44      |

## Palmarés
| Título           | Club        | País      | Año  |
| ---------------- | ----------- | --------- | ---- |
| Primera División | Racing Club | Argentina | 2001 |